# Фридрих Кристиан (принц Шаумбург-Липпе)
Фридрих Кристиан Шаумбург-Липпе (нем. Friedrich Christian Prinz zu Schaumburg-Lippe; 5 июня 1906, Бюккебург — 20 сентября 1983, Вассербург-ам-Инн) — немецкий принц из княжеского дома Шаумбург-Липпе. Тайный советник и адъютант Йозефа Геббельса.

## Ранняя жизнь
Принц Фридрих Кристиан Шаумбург-Липпе родился 5 июля 1906 года в Бюккебурге. Младший сын Георга, князя Шаумбург-Липпе (1846—1911), и его супруги, принцессы Марии Анны Саксен-Альтенбургской (1864—1918).
Рано осиротев, принц рос под опекой своего старшего брата, последнего правящего князя Адольфа. Учился в Боннском и Кельнском университетах.
Принц Фридрих Кристиан Шаумбург-Липпе, разочарованный революцией в Германии и свержением немецких монархий, выступал за восстановление монархии. В августе 1928 году принц стал активно сотрудничать с НСДАП, а в сентябре 1929 года стал членом НСДАП. Фридрих Кристиан и его старший брат Вольрад вступили в штурмовые отряды СА. Первоначально Фридрих Кристиан работал под руководством Роберта Лея, гауляйтера Кельна-Кобленца.
С 1930 года принц работал директором общества по выпуску нацистских газет, а в 1931—1933 годах руководил компанией «Dietrich u Co» в Кельне, глава нацистского печатного ротациона.
В апреле 1933 года принц Фридрих Кристиан Шаумбург-Липпе был назначен адъютантом министра пропаганды Йозефа Геббельса. В ноябре 1934 года принц стал референтом в иностранном отделе министерства пропаганды. Был награжден почетным знаком НСДАП.
С 1943 года во время войны принц Фридрих Кристиан служил в качестве панцергренадера. В том же году ему был присвоен чин штандартенфюрера СА в полку «Фельдхеррнхалле».
В 1945—1948 годах принц Шаумбург-Липпе был интернирован в советской части Германии (ГДР). В июле 1950 года в Мюнхене принц был классифицирован как «правонарушитель группы IV».
Написал ряд мемуаров.

## Браки и дети
Принц был трижды женат. 25 сентября 1927 года он женился первым браком на графине Александре Хедвиге Иоганне Берте Марии цу Кастель-Рюденхаузен (29 июня 1904 — 9 сентября 1961) , дочери графа Вольфганга цу Кастель-Рюденхаузена. Супруги имели троих детей:
- Мария Елизавета (19 декабря 1928 — 4 декабря 1945)
- Альбрехт Вольфганг (род. 5 августа 1934), 1-я жена с 1961 по 1962 год Екатерина фон Витенек-Хурт (род. 1941), 2-я жена с 1962 по 1974 год Хайдемария Гюнтер (род. 1945), 3-я жена с 1983 года Гертруда Фридхубер (род. 1951), 2 детей от второго брака:
  - Стефан Вильгельм Эрнст Шаумбург-Липпе (род. 10 сентября 1965)
  - Александра Мария Кристина Шаумбург-Липпе (род. 15 января 1967)
- Кристина (16 октября 1936 — 3 декабря 2021), муж с 1958 года барон Альбрехт Зюскинд-Швенди (род. 1937), 2 детей:
  - баронесса Габриэлла Зюскинд-Швенди (род. 3 ноября 1959)
  - барон Константин Зюскинд-Швенди (род. 5 сентября 1962)

Александра умерла 9 сентября 1961 года. Через год, 15 октября 1962 года, Фридрих Кристиан женился на принцессе Марии-Луизе (8 декабря 1908 — 29 декабря 1969), старшей дочери принца Альбрехта Шлезвиг-Гольштейн-Зондербург-Глюксбургского. Второй брак был бездетным. 29 декабря 1969 года принцесса Мария-Луиза умерла.
6 марта 1971 года в третий раз принц женился на Эллен Майр (род. 12 марта 1913), от брака с которой детей также не имел.

## Произведения
- «Der Adel ist tot — es lebe der Adel» in Woe war der Adel? (Berlin, 1934).
- Deutsche Sozialisten am Werk. Ein sozialistisches Bekenntnis deutscher Männer (Berlin, 1935)
- Gegen eine Welt von Vorurteilen (Reihe: Hirts deutsche Sammlung, 1937)
- Fahnen gegen Fetzen (Berlin, 1938)
- Zwischen Krone und Kerker (Wiesbaden, 1952)
- Souveräne Menschen. Kleine Lebensregeln, grossgeschrieben (Druffel, Leonie am Starnberger See 1955, 1962)
- «Dr. G.». Ein Porträt des Propagandaministers (Wiesbaden, 1964); (Lizenz für Arndt Kiel 1990)
- Verdammte Pflicht und Schuldigkeit: Weg und Erlebnis 1914—1933 (Leoni am Starnberger See, 1966).
- Damals fing das Neue an. Erlebnisse und Gedanken eines Gefangenen 1945—1948 (Pfeiffer, Hannover, 1969)
- Sonne im Nebel. Aus eigenen Erlebnissen geschildert, als Beweis gegen den Zufall und für die Ordnung allen Seins {H. F. Kathagen, Witten 1970}
- «Als die goldne Abendsonne…» Aus meinen Tagebüchern der Jahre 1933—1937 (Wiesbaden, 1971). These are his published diaries.
- Ich stehe und falle mit meinem deutschen Volke. Das ist mein Sozialismus!, (1985)
- Was Hitler Really a Dictator? (in English and German), translated by Victor Diodon (Nordwind, 1994).

## Титулы и стили
- 5 июня 1906 — 20 сентября 1983 года: «Его Светлейшее Высочество Принц Фридрих Кристиан Шаумбург-Липпе»